# World Games 2017/Wasserski
Bei den World Games 2017 wurden vom 25. bis 27. Juli 2017 insgesamt acht Wettbewerbe im Wasserski durchgeführt.

## Wettbewerbe und Zeitplan
| Wettbewerbe         | Juli | Juli | Juli |
| Herren              | 25.  | 26.  | 27.  |
| ------------------- | ---- | ---- | ---- |
| Trickfahren         |      |      |      |
| Slalom              |      |      |      |
| Sprung              |      |      |      |
| Wakeboard Freestyle |      |      |      |
| Damen               | 25.  | 26.  | 27.  |
| Trickfahren         |      |      |      |
| Slalom              |      |      |      |
| Sprung              |      |      |      |
| Wakeboard Freestyle |      |      |      |

|  | Qualifikation |  | Finale |

## Ergebnisse Herren

### Slalom

#### Vorrunde
| Platz | Land                    | Sportler         | Ergebnis         |
| ----- | ----------------------- | ---------------- | ---------------- |
| 1     | Kanada                  | Steve Neveu      | 2.00/ 58/ 12.00  |
| 2     | Tschechien              | Adam Sedlmajer   | 1.00/ 58/ 12.00  |
| 3     | Australien              | Nick Adams       | 3.50/ 58/ 13.00  |
| 4     | Kolumbien               | Santigho Correa  | 3.00/ 58/ 13.00  |
| 5     | Mexiko                  | Sandro Ambrosi   | 5.00/ 58/ 18.25  |
| 6     | Italien                 | Thomas Degasperi | 3.00/ 58/ 18.25  |
| 6     | Schweiz                 | Beny Stadlbauer  | 3.00/ 58/ 18.25  |
| 8     | Slowakei                | Martin Bartalsky | 2.50/ 58/ 18.25  |
| 9     | Dominikanische Republik | Robert Pigozzi   | 1.00/ 58/ 18.25  |
| -     | Deutschland             | Bojan Schippner  | nicht angetreten |
| -     | Vereinigtes Königreich  | Jack Critchley   | nicht angetreten |

|  | qualifiziert für Finale |
|  | ausgeschieden           |

#### Finale
| Platz | Land                    | Sportler         | Ergebnis        |
| ----- | ----------------------- | ---------------- | --------------- |
| 1     | Tschechien              | Adam Sedlmajer   | 3.00/ 58/ 10.75 |
| 2     | Kanada                  | Steve Neveu      | 3.00/ 58/ 10.75 |
| 3     | Italien                 | Thomas Degasperi | 1.00/ 58/ 10.75 |
| 4     | Mexiko                  | Sandro Ambrosi   | 5.50/ 58/ 11.25 |
| 5     | Slowakei                | Martin Bartalsky | 4.50/ 58/ 11.25 |
| 6     | Schweiz                 | Beny Stadlbauer  | 4.00/ 58/ 11.25 |
| 7     | Dominikanische Republik | Robert Pigozzi   | 4.00/ 58/ 11.25 |
| 8     | Australien              | Nick Adams       | 3.00/ 58/ 11.25 |
| 9     | Kolumbien               | Santiago Correa  | 0.50/ 58/ 11.25 |

### Sprung

#### Vorrunde
| Platz | Land                   | Sportler              | Ergebnis |
| ----- | ---------------------- | --------------------- | -------- |
| 1     | Vereinigtes Königreich | Jack Critchley        | 60.5     |
| 2     | Deutschland            | Bojan Schippner       | 60.3     |
| 3     | Belarus                | Aljaksandre Isajeu    | 60.1     |
| 4     | Tschechien             | Adam Sedlmajer        | 59.7     |
| 5     | Italien                | Luca Spinelli         | 59.1     |
| 6     | Russland               | Igor Morozov          | 58.8     |
| 7     | Chile                  | Rodrigo Miranda       | 58.4     |
| 8     | Österreich             | Claudio Koestenberger | 57.0     |
| 9     | Kanada                 | Alex Paradis          | 56.0     |
| 10    | Australien             | Josh Wallent          | 54.9     |
| 11    | Polen                  | Kamil Borysewicz      | 54.1     |
| 12    | Australien             | Josh Briant           | 52.0     |

|  | qualifiziert für Finale |
|  | ausgeschieden           |

#### Finale
| Platz | Land                   | Sportler              | Ergebnis |
| ----- | ---------------------- | --------------------- | -------- |
| 1     | Deutschland            | Bojan Schippner       | 60.3     |
| 2     | Chile                  | Rodrigo Miranda       | 62.8     |
| 3     | Belarus                | Aljaksandre Isajeu    | 62.4     |
| 4     | Russland               | Igor Morozov          | 62.2     |
| 5     | Tschechien             | Adam Sedlmajer        | 59.7     |
| 6     | Italien                | Luca Spinelli         | 59.7     |
| 7     | Österreich             | Claudio Koestenberger | 58.5     |
| 8     | Vereinigtes Königreich | Jack Critchley        | 58.2     |

### Trickfahren

#### Vorrunde
| Platz | Land               | Sportler            | Punkte |
| ----- | ------------------ | ------------------- | ------ |
| 1     | Australien         | Josh Briant         | 10510  |
| 2     | Tschechien         | Martin Kolman       | 9450   |
| 3     | Griechenland       | Nikolas Plytas      | 9140   |
| 4     | Belarus            | Aljaksei Scharnasek | 8660   |
| 5     | Italien            | Nicholas Benatti    | 8510   |
| 6     | Frankreich         | Pierre Ballon       | 8130   |
| 7     | Mexiko             | Patricio Font       | 7810   |
| 8     | Belgien            | Olivier Fortamps    | 7800   |
| 9     | Ukraine            | Danylo Filchenko    | 6940   |
| 10    | Vereinigte Staaten | Adam Pickos         | 4190   |
| 11    | Georgien           | Genadi Guralia      | 2000   |

|  | qualifiziert für Finale |
|  | ausgeschieden           |

#### Finale
| Platz | Land         | Sportler            | Punkte |
| ----- | ------------ | ------------------- | ------ |
| 1     | Australien   | Josh Briant         | 10990  |
| 2     | Frankreich   | Pierre Ballon       | 10220  |
| 3     | Belgien      | Olivier Fortamps    | 9520   |
| 4     | Griechenland | Nikolas Plytas      | 9200   |
| 5     | Italien      | Nicholas Benatti    | 8670   |
| 6     | Mexiko       | Patricio Font       | 7650   |
| 7     | Belarus      | Aljaksei Scharnasek | 7520   |
| 8     | Tschechien   | Martin Kolman       | 9450   |

### Wakeboard Freestyle

#### Viertelfinale Durchgang 1
| Platz | Land               | Sportler        | Ergebnis |
| ----- | ------------------ | --------------- | -------- |
| 1     | Vereinigte Staaten | Dan Powers      | 46.56    |
| 2     | Israel             | Guy Firer       | 45.00    |
| 3     | Kanada             | Robbie McMillan | 35.67    |
| 4     | Portugal           | Branco Bernardo | 34.67    |

|  | qualifiziert für Halbfinale                  |
|  | qualifiziert für Letzte Chance Qualifikation |

#### Viertelfinale Durchgang 2
| Platz | Land       | Sportler       | Ergebnis |
| ----- | ---------- | -------------- | -------- |
| 1     | Mexiko     | Beto Perez     | 45.22    |
| 2     | Frankreich | Lucas Langlois | 41.56    |
| 3     | Australien | Mike Cotton    | 41.22    |
| 4     | Australien | Mitch Daniel   | 38.11    |

|  | qualifiziert für Halbfinale                  |
|  | qualifiziert für Letzte Chance Qualifikation |

#### Viertelfinale Durchgang 3
| Platz | Land       | Sportler          | Ergebnis |
| ----- | ---------- | ----------------- | -------- |
| 1     | Irland     | David O’Caoimh    | 57.22    |
| 2     | Südkorea   | Sanghyun YUN      | 53.33    |
| 3     | Schweiz    | Jamie Huser       | 36.78    |
| 4     | Frankreich | Bryce Corrand     | 31.56    |
| 5     | Lettland   | Roberts Linavskis | 31.44    |

|  | qualifiziert für Halbfinale                  |
|  | qualifiziert für Letzte Chance Qualifikation |

#### Viertelfinale Durchgang 4
| Platz | Land                   | Sportler          | Ergebnis |
| ----- | ---------------------- | ----------------- | -------- |
| 1     | Japan                  | Shota Tezuka      | 59.00    |
| 2     | Vereinigtes Königreich | Dan Nott          | 51.22    |
| 3     | Argentinien            | JAlejo de Palma   | 39.22    |
| 4     | Kolumbien              | Juan Martin Velez | 34.89    |
| 5     | Spanien                | Jordan Darwin     | 29.11    |

|  | qualifiziert für Halbfinale                  |
|  | qualifiziert für Letzte Chance Qualifikation |

#### Letzte Chance Qualifikation Durchgang 1
| Platz | Land       | Sportler          | Ergebnis |
| ----- | ---------- | ----------------- | -------- |
| 1     | Kolumbien  | Juan Martin Velez | 48.22    |
| 2     | Schweiz    | Jamie Huser       | 41.11    |
| 3     | Portugal   | Branco Bernardo   | 37.89    |
| 4     | Australien | Mike Cotton       | 36.22    |
| 5     | Spanien    | Jordan Darwin     | 30.78    |

|  | qualifiziert für Halbfinale |
|  | ausgeschieden               |

#### Letzte Chance Viertelfinale Durchgang 2
| Platz | Land        | Sportler          | Ergebnis |
| ----- | ----------- | ----------------- | -------- |
| 1     | Argentinien | Ajelo de Palma    | 42.78    |
| 2     | Kanada      | Robbie McMillan   | 36.78    |
| 3     | Australien  | Mitch Daniel      | 36.67    |
| 4     | Frankreich  | Bryce Corrand     | 35.22    |
| 5     | Lettland    | Roberts Linavskis | 30.67    |

|  | qualifiziert für Halbfinale |
|  | ausgeschieden               |

#### Halbfinale Durchgang 1
| Platz | Land                   | Sportler          | Ergebnis |
| ----- | ---------------------- | ----------------- | -------- |
| 1     | Südkorea               | Yun Sang-hyun     | 75.78    |
| 2     | Kolumbien              | Juan Martin Velez | 55.44    |
| 3     | Mexiko                 | Beto Perez        | 54.56    |
| 4     | Vereinigte Staaten     | Dan Powers        | 53.56    |
| 5     | Vereinigtes Königreich | Dan Nott          | 45.67    |

|  | qualifiziert für Finale |
|  | ausgeschieden           |

#### Halbfinale Durchgang 2
| Platz | Land        | Sportler       | Ergebnis |
| ----- | ----------- | -------------- | -------- |
| 1     | Japan       | Shota Tezuka   | 83.33    |
| 2     | Israel      | Guy Firer      | 71.67    |
| 3     | Irland      | David O’Caoimh | 70.78    |
| 4     | Argentinien | Alejo de Palma | 42.78    |
| 5     | Frankreich  | Lucas Langlois | 10.44    |

|  | qualifiziert für Finale |
|  | ausgeschieden           |

#### Finale
| Platz | Land      | Sportler          | Ergebnis |
| ----- | --------- | ----------------- | -------- |
| 1     | Japan     | Shota Tezuka      | 87.89    |
| 2     | Südkorea  | Yun Sang-hyun     | 76.22    |
| 3     | Israel    | Guy Firer         | 70.89    |
| 4     | Mexiko    | Beto Perez        | 56.89    |
| 5     | Kolumbien | Juan Martin Velez | 46.22    |
| 6     | Irland    | David O’Caoimh    | 19.22    |

## Ergebnisse Damen

### Slalom

#### Vorrunde
| Platz | Land               | Sportlerin        | Ergebnis         |
| ----- | ------------------ | ----------------- | ---------------- |
| 1     | Frankreich         | Clementine Lucina | 1,00/ 55/ 123.00 |
| 2     | Belgien            | Kate Adriaensen   | 0,00/ 55/ 13.00  |
| 3     | Schweden           | Hanna Edeback     | 3.50/ 58/ 13.00  |
| 4     | Italien            | Marina Mosti      | 4,00/ 55/ 18.25  |
| 4     | Russland           | Alisa Chevkunova  | 3,00/ 55/ 18.25  |
| 6     | Deutschland        | Geena Krüger      | 2,00/ 55/ 18.25  |
| 7     | Vereinigte Staaten | Samantha Dumala   | 0,00/ 55/ 18.25  |

|  | qualifiziert für Finale |
|  | ausgeschieden           |

#### Finale
| Platz | Land        | Sportlerin        | Ergebnis        |
| ----- | ----------- | ----------------- | --------------- |
| 1     | Deutschland | Geena Krüger      | 2,00/ 58/ 11.25 |
| 2     | Frankreich  | Clementine Lucine | 5,00/ 55/ 12.00 |
| 3     | Belgien     | Kate Adriaensen   | 5,00/ 55/ 12.00 |
| 4     | Russland    | Alisa Chevkunova  | 5,00/ 55/ 12.00 |
| 5     | Slowakei    | Samantha Dumala   | 4,00/ 55/ 12.00 |
| 6     | Italien     | Marian Mosti      | 3,50/ 55/ 12.00 |
| 7     | Schweden    | Hanna Edeback     | 0,00/ 55/ 18.25 |

### Sprung

#### Vorrunde
| Platz | Land               | Sportlerin           | Ergebnis |
| ----- | ------------------ | -------------------- | -------- |
| 1     | Belarus            | Natallia Berndnikava | 46.6     |
| 2     | Finnland           | Jutta Menestrina     | 46.5     |
| 3     | Griechenland       | Marie Vympranietsova | 46.0     |
| 4     | Frankreich         | Nancy Chardin        | 44.4     |
| 5     | Vereinigte Staaten | Brittany Greenwood   | 42.7     |
| 6     | Deutschland        | Giannina Bonnemann   | 42.1     |
| 7     | Schweden           | Lisa Francke         | 41.4     |
| 8     | Japan              | Saaya Hirosawa       | 40.8     |
| 9     | Italien            | Marialuisa Pajin     | 38.4     |

|  | qualifiziert für Finale |
|  | ausgeschieden           |

#### Finale
| Platz | Land               | Sportlerin           | Ergebnis |
| ----- | ------------------ | -------------------- | -------- |
| 1     | Belarus            | Natallia Berndnikava | 48.8     |
| 2     | Griechenland       | Maria Vympranietsova | 48.3     |
| 3     | Finnland           | Jutta Menestrina     | 647.7    |
| 4     | Frankreich         | Nancy Chardin        | 45.5     |
| 5     | Deutschland        | Giannina Bonnemann   | 42.7     |
| 6     | Vereinigte Staaten | Brittany Greenwood   | 40.0     |

### Trickfahren

#### Vorrunde
| Platz | Land               | Sportlerin          | Ergebnis |
| ----- | ------------------ | ------------------- | -------- |
| 1     | Vereinigte Staaten | Anna Gay            | 9020     |
| 2     | Belarus            | Natallia Berdnikava | 8060     |
| 3     | Frankreich         | Clementine Lucine   | 7750     |
| 4     | Peru               | Natalia Cuglievan   | 6560     |
| 5     | Chile              | Valentina Gonzalez  | 6070     |
| 6     | Deutschland        | Giannina Bonnemann  | 4840     |
| 7     | Russland           | Tatiana Churakova   | 4790     |
| 8     | Belgien            | Kate Adriaensen     | 4140     |

|  | qualifiziert für Finale |
|  | ausgeschieden           |

#### Finale
| Platz | Land               | Sportlerin          | Ergebnis |
| ----- | ------------------ | ------------------- | -------- |
| 1     | Belarus            | Natallia Berdnikava | 8720     |
| 2     | Frankreich         | Clementine Lucine   | 8250     |
| 3     | Deutschland        | Giannina Bonnemann  | 7920     |
| 4     | Vereinigte Staaten | Anna Gay            | 7850     |
| 5     | Peru               | Natalia Cuglievan   | 5460     |
| 6     | Chile              | Valentina Gonzalez  | 3970     |

### Wakeboard Freestyle

#### Halbfinale Durchgang 1
| Platz | Land                | Sportlerin     | Ergebnis |
| ----- | ------------------- | -------------- | -------- |
| 1     | Südkorea            | Yub Hee-hyun   | 53.45    |
| 2     | Vereinigte Staaten  | Erika Lang     | 53.11    |
| 3     | Vereinigte Staaten  | Nicola Butler  | 45.56    |
| 4     | Japan               | Otoha Kawahara | 44.22    |
| 5     | Italien             | Alice Virag    | 45.67    |
| 5     | Volksrepublik China | Han Qui        | 40.89    |

|  | qualifiziert für Finale                      |
|  | qualifiziert für Letzte Chance Qualifikation |

#### Halbfinale Durchgang 2
| Platz | Land                   | Sportlerin       | Ergebnis |
| ----- | ---------------------- | ---------------- | -------- |
| 1     | Italien                | Chiara Virag     | 45.33    |
| 2     | Japan                  | Yuzuki Muneyasi  | 32.67    |
| 3     | Schweden               | Caroline Djupsjo | 31.22    |
| 4     | Vereinigtes Königreich | Charlotte Bryant | 24.89    |
| 5     | Mexiko                 | Larisa Morales   | 21.45    |
| 5     | Niederlande            | Sanne Meijer     | 21.11    |

|  | qualifiziert für Finale                      |
|  | qualifiziert für Letzte Chance Qualifikation |

#### Letzte Chance Qualifikation Durchgang 1
| Platz | Land                | Sportlerin       | Ergebnis |
| ----- | ------------------- | ---------------- | -------- |
| 1     | Italien             | Alice Virag      | 43.56    |
| 2     | Japan               | Otoha Kawahara   | 42.34    |
| 3     | Volksrepublik China | Han Qui          | 42.22    |
| 4     | Schweden            | Caroline Djupsjo | 39.44    |

|  | qualifiziert für Finale |
|  | ausgeschieden           |

#### Letzte Chance Qualifikation Durchgang 2
| Platz | Land                   | Sportlerin       | Ergebnis |
| ----- | ---------------------- | ---------------- | -------- |
| 1     | Vereinigte Staaten     | Nicola Butler    | 53.78    |
| 2     | Niederlande            | Sanne Meijer     | 52.56    |
| 3     | Vereinigtes Königreich | Charlotte Bryant | 45.56    |
| 4     | Mexiko                 | Larisa Morales   | 36.89    |

|  | qualifiziert für Finale |
|  | ausgeschieden           |

#### Finale
| Platz | Land               | Sportlerin      | Ergebnis |
| ----- | ------------------ | --------------- | -------- |
| 1     | Vereinigte Staaten | Nicole Butler   | 66.78    |
| 2     | Vereinigte Staaten | Erika Lang      | 65.44    |
| 3     | Italien            | Alice Virag     | 55.22    |
| 4     | Südkorea           | Yun Hee-hyun    | 52.33    |
| 5     | Japan              | Yuzuki Muneyasi | 50.67    |
| 6     | Italien            | Chiara Virag    | 47.22    |

## Medaillenspiegel
| 01    | Deutschland        | 2 | 1 | 0 | 3  |
| 01    | Belarus            | 2 | 1 | 0 | 3  |
| 03    | Vereinigte Staaten | 1 | 1 | 0 | 2  |
| 04    | Australien         | 1 | 0 | 0 | 1  |
| 04    | Japan              | 1 | 0 | 0 | 1  |
| 04    | Tschechien         | 1 | 0 | 0 | 1  |
| 07    | Frankreich         | 0 | 3 | 0 | 3  |
| 08    | Chile              | 0 | 1 | 0 | 1  |
| 08    | Griechenland       | 0 | 1 | 0 | 1  |
| 08    | Kanada             | 0 | 1 | 0 | 1  |
| 08    | Südkorea           | 0 | 1 | 0 | 1  |
| 12    | Belgien            | 0 | 0 | 2 | 2  |
| 12    | Italien            | 0 | 0 | 2 | 2  |
| 14    | Finnland           | 0 | 0 | 1 | 1  |
| 14    | Israel             | 0 | 0 | 1 | 1  |
| Total | Total              | 8 | 8 | 8 | 24 |